# Baconton
Baconton es un pueblo ubicado en el condado de Mitchell en el estado estadounidense de Georgia. En el censo de 2000, su población era de 804.

## Demografía
En el 2000 la renta per cápita promedia del hogar era de $22,917, y el ingreso promedio para una familia era de $25,714. El ingreso per cápita para la localidad era de $9,964. Los hombres tenían un ingreso per cápita de $22,063 contra $15,978 para las mujeres.

## Geografía
Baconton se encuentra ubicado en las coordenadas 31°22′34″N 84°9′41″O / 31.37611, -84.16139 (31.376002, -84.161468).
Según la Oficina del Censo, la localidad tiene un área total de 3,3 km² (1,3 mi²), de la cual 3,3 km² (1,3 mi²) es tierra y 0 km² (0 mi²) (0.0%) es agua.